# Srbice u Mochtína
Srbice (deutsch Sirbitz) ist ein Ortsteil der Gemeinde Mochtín in Tschechien. Das Dorf liegt sechs Kilometer südöstlich von Klatovy und gehört zum Okres Klatovy.

## Geographie
Srbice befindet sich am Übergang der Nepomucká vrchovina (Nepomuker Bergland) zur Strážovská vrchovina (Drosauer Bergland) im Tal des Baches Srbický potok. Nordöstlich erhebt sich der Nedbalík (470 m), im Süden der Pahorek (567 m), südwestlich der Háj (587 m) und der Červ (609 m) sowie im Westen die Lipka (554 m) und der Holý vrch (545 m). Am nördlichen Rand des Dorfes befindet sich an der Feste ein Teich. Vom Westen her grenzt unmittelbar am Dorf der Wald Háj. Etwa 25 Kilometer südwestlich von Srbice verläuft die deutsch-tschechische Grenze.
Nachbarorte sind Lažánky, Kosmáčov und Kydliny im Norden, Hoštice, Na Petrovce und Mochtín im Nordosten, Mochtínský Mlýn, Těšetinský Mlýn, Lhůta, Těšetiny und U Pily im Osten, Hradiště, Boříkovy, Bernartice und Chlistov im Südosten, Dobrá Voda, U Ublů und Křištín im Süden, Radinovy, Neznašovy, Dubový Mlýn, Černé Krávy und U Hájníků im Südwesten, Vrhaveč, Malá Víska und Hejno im Westen sowie Újezdec, U Kolníčků und Sobětice im Nordwesten.

## Geschichte
Die erste Erwähnung der Ansiedlung stammt aus der zweiten Hälfte des 14. Jahrhunderts als Besitz der Edelknechte Zbyslav und Sezima von Srbice. Die Herren von Srbice errichten wahrscheinlich zum Ende des 14. Jahrhunderts die Feste. Im 15. Jahrhundert gehörte das Gut Srbice den Srbický von Záležly, die es bis 1529 hielten. Nachfolgender Besitzer war Jan Kanický von Čachrov, er verkaufte das Gut Srbice vor 1544 an Johann Dlauhowesky von Langendorf. Dieser veräußerte Srbice 1545 an Sebastian Reichenbach von Reichenbach. In der Folgezeit wechselten die Besitzer des Gutes häufig; 1654 kaufte Wilhelm Albrecht Kolowrat-Krakowsky das Gut Srbice auf und schlug es seiner Herrschaft Teinitzl zu. Bis zur Mitte des 19. Jahrhunderts blieb Srbice nach Teinitzl untertänig.
Nach der Aufhebung der Patrimonialherrschaften bildete Srbice/Srbitz ab 1850 einen Ortsteil der Gemeinde Křištín im Gerichtsbezirk Klattau. Ab 1868 gehörte das Dorf zum Bezirk Klattau. 1898 lösten sich Srbice und Újezdec von Křištín los und bildeten die Gemeinde Srbice. 1930 zerfiel die Gemeinde Srbice in die Gemeinden Srbice und Újezdec. Im Jahre 1961 wurde Srbice nach Mochtín eingemeindet. 1991 hatte der Ort 86 Einwohner. Im Jahre 2001 bestand das Dorf aus 28 Wohnhäusern, in denen 91 Menschen lebten. Insgesamt besteht Srbice aus 89 Häusern.

## Ortsgliederung
Der Ortsteil Srbice bildet zugleich einen Katastralbezirk. Zu Srbice gehört die Einschicht U Ublů.

## Sehenswürdigkeiten
- Feste Srbice, sie entstand zum Ende des 14. Jahrhunderts. Der erhaltene Nordflügel wurde wahrscheinlich vor 1544 durch Jan Kanický von Čachrov errichtet, er dient heute als Wohnhaus.
- Kapelle

## Besonderheiten
Srbice hat eine Modellautorennbahn auf der regionale und nationale Rennen ausgetragen werden.